# Richard Kiplagat
Richard Kiplagat (3 maggio 1984) è un ex mezzofondista keniota.

## Palmarès
| Anno | Manifestazione          | Sede        | Evento       | Risultato  | Prestazione | Note |
| ---- | ----------------------- | ----------- | ------------ | ---------- | ----------- | ---- |
| 2007 | Giochi Panafricani      | Algeri      | 800 m piani  | Semifinale | 1'49"12     |      |
| 2008 | Mondiali indoor         | Valencia    | 800 m piani  | Batteria   | dq          |      |
| 2010 | Giochi del Commonwealth | Nuova Delhi | 8000 m piani | Argento    | 1'46"95     |      |

## Campionati nazionali
2007
- Argento ai campionati kenioti, 800 m piani - 1'45"9

2010
- 5º ai campionati kenioti, 800 m piani - 1'46"49

2011
- Eliminato in semifinale ai campionati kenioti, 800 m piani - 1'46"7

2012
- Bronzo ai campionati kenioti, 800 m piani - 1'46"7

2015
- Eliminato in semifinale ai campionati kenioti, 800 m piani - 1'49"6

## Altre competizioni internazionali
2007
- Argento al Bauhaus-Galan ( Stoccolma), 800 m piani - 1'45"50

2008
- 7º alla IAAF World Athletics Final ( Stoccarda), 800 m piani - 1'50"75
- 6º al British Grand Prix ( Gateshead), 1000 m piani - 2'17"57
- 6º al Bauhaus-Galan ( Stoccolma), 1000 m piani - 2'18"14
- 5º ai London Anniversary Games ( Londra), 800 m piani - 1'46"81
- 8º all'Athletissima ( Losanna), 800 m piani - 1'47"09
- 8º al Meeting international Mohammed VI d'athlétisme de Rabat ( Rabat), 800 m piani - 1'47"39
- Bronzo all'ISTAF Berlin ( Berlino), 800 m piani - 1'45"53
- Argento al Meeting international d'athlétisme de Dakar ( Dakar), 800 m piani - 1'49"83

2009
- 5º al Meeting international Mohammed VI d'athlétisme de Rabat ( Rabat), 800 m piani - 1'46"35
- 8º al Golden Spike ( Ostrava), 800 m piani - 1'45"90
- Bronzo al Memorial Primo Nebiolo ( Torino), 800 m piani - 1'46"32
- Bronzo al Meeting international d'athlétisme de Dakar ( Dakar), 800 m piani - 1'50"18

2010
- 7º all'Athletissima ( Losanna), 800 m piani - 1'44"77
- 8º al Meeting de Paris ( Parigi), 800 m piani - 1'45"81
- Bronzo al Meeting international Mohammed VI d'athlétisme de Rabat ( Rabat), 800 m piani - 1'47"91
- Bronzo al Meeting international d'athlétisme de Dakar ( Dakar), 800 m piani - 1'46"36

2011
- 6º all'Athletissima ( Losanna), 800 m piani - 1'47"43
- 4º alla Doha Diamond League ( Doha), 800 m piani - 1'45"48
- 6º al Golden Gala ( Roma), 800 m piani - 1'46"88

2012
- 6º al Meeting de Paris ( Parigi), 800 m piani - 1'46"26
- 10º ai London Anniversary Games ( Londra), 800 m piani - 1'48"06

2013
- 9º al Golden Spike ( Ostrava), 800 m piani - 1'46"81